# SK Norderstedt
Der Schachklub Norderstedt von 1975 e.V. ist ein Schachverein, der 1975 in der schleswig-holsteinischen Stadt Norderstedt gegründet wurde. In den Saisons  2012/13, 2015/16 und 2017/18 spielte der SK Norderstedt in der 1. Schachbundesliga, stieg aber jeweils als Tabellenletzter direkt wieder ab. In allen drei Saisons in der 1. Bundesliga war der SK Norderstedt Reisepartner des Hamburger SK.

## Bekannte Spieler
Für den SK Norderstedt spielen oder spielten unter anderem die Großmeister Iván Salgado López und Michał Olszewski, die Internationalen Meister Lawrence Trent, Andrij Ostrowski, Michael Kopylov, Aljoscha Feuerstack, Suren Petrosian, Benedict Krause und Simon Bekker-Jensen sowie die Großmeisterin der Frauen Marta Michna.